# モションマジャローヴァール
モションマジャローヴァール （ハンガリー語:Mosonmagyaróvár、ドイツ語:Wieselburg-Ungarisch Altenburgヴィーゼルブルク＝ウンガリッシュ・アルテンブルク）は、ハンガリー北西部ジェール・モション・ショプロン県の都市。

## 地理
対オーストリア国境に位置するモションマジャローヴァールは、M1高速道、オーストリア東部鉄道に近い。ドナウ川の支流ライタ川が流れる。

## 歴史
モションマジャローヴァールは、1939年にモション（ヴィーゼルブルク）とマジャローヴァール（ウンガリッシュ・アルテンブルク）が合併して誕生した。
ハンガリー王国時代、最初はモションが、のちにウンガリッシュ・アルテンブルクがヴィーゼルブルク伯領の中心だった。ローマ時代のマジャローヴァールは、Ad Flexumという名の砦があった。アルテンブルクの町は、ドイツにあるアルテンブルクと区別するため、『ハンガリーの』を意味するウンガリッシュが地名に加えられた。
ウンガリッシュ・アルテンブルクは、1809年8月のズノイモ停戦後に第5次対仏大同盟の和平交渉が行われた場所である。

## 経済
オーストリア国内で健康保険によって歯科を受診するよりも、さらに安く良い治療が受けられるためモションマジャローヴァールには歯科が多く、重要な産業となっている。

## 教育
西ハンガリー大学農学・食物科学学部がある。1818年にテシェン公アルベルトが設立した農学の高等教育機関が、現在の学部に発展した。

## 出身者
- フレッシュ・カーロイ - ヴァイオリニスト
- リヒャルト・ヘーニヒスヴァルト - 哲学者

## 姉妹都市
- シュトケラウ（英語版）、オーストリア
- ハッタースハイム・アム・マイン、ドイツ
- アレーゼ、イタリア
- ハドステン（英語版）、デンマーク
- シャモリーン、スロバキア
- セネツ（英語版）、スロバキア
- ピョートルクフ・トルィブナルスキ、ポーランド